# Mjöåns dalgång
Mjöåns dalgång este o arie protejată (arie specială de conservare — SAC, sit de importanță comunitară — SCI) din Suedia întinsă pe o suprafață de 90,8 ha, integral pe uscat.

## Localizare
Centrul sitului Mjöåns dalgång este situat la coordonatele 55°52′19″N 14°00′11″E / 55.872°N 14.0031°E.

## Înființare
Situl Mjöåns dalgång a fost declarat sit de importanță comunitară în ianuarie 1998 pentru a proteja 3 specii de animale. Situl a fost protejat și ca arie specială de conservare în martie 2011.

## Biodiversitate
Situată în ecoregiunea continentală, aria protejată conține 5 habitate naturale: Păduri caducifoliate de mlaștină fino-scandinave, Păduri de fag Asperulo-Fagetum, Păduri de fag Luzulo-Fagetum, Păduri aluvionare cu Alnus glutinosa și Fraxinus excelsior (Alno-Padion, Alnion incanae, Salicion albae), Cursuri de apă de la nivel de câmpie la nivel montan, cu vegetație Ranunculion fluitantis și Callitricho-Batrachion.
La baza desemnării sitului se află mai multe specii protejate:
- mamifere (1): vidră de râu (Lutra lutra)
- nevertebrate (1): Unio crassus
- pești (1): zglăvoacă (Cottus gobio)